# Lobusona
Lobusona is een bestuurslaag in het regentschap Labuhan Batu van de provincie Noord-Sumatra, Indonesië. Lobusona telt 1686 inwoners (volkstelling 2010).